# Bruno Risi
Bruno Risi (n. 6 septembrie 1968, Altdorf⁠(d), Cantonul Uri, Elveția) este un ciclist elvețian, medaliat olimpic. A participat la 5 ediții ale Jocurilor Olimpice (1988, 1996, 2000, 2004, 2008) în care a câștigat o medalie de argint.